# Sveučilište u Berkeleyju
Kalifornijsko sveučilište u Berkeleyju javno je, istraživačko sveučilište sa sjedištem u gradu Berkeleyju, u američkoj saveznoj državi Kalifornija. Vodeći je kampus sustava Sveučilišta u Kaliforniji, odnosno članica jednog od tri javna sveučilišta koja djeluju u državi Kaliforniji. Prema U.S. News-u i ARWU-u, ovo sveučiliše je najselektivnije i najbolje rangirano sveučilište na svijetu za osnovne dodiplomske studije. Osim svog akademskog prestiža, sveučilište je poznato i po proizvodnji velikog broja poduzetnika.
Osnovano je 1868. kad su se spojili privatni Kalifornijski koledž, Poljoprivredni, Strojarski i Fakultet za rudarstvo. Jedan je od sveučilišta koje upravljaju nad tri državna laboratorija za energiju uključujući Nacionalni laboratoriji Los Alamos, Nacionalni laboratorij Lawrence Livermore i Nacionalni laboratorij Lawrence Berkeley.
S ovim sveučilištem na neki način su povezana 72 dobitnika Nobelove nagrade, kao i predavači, istraživači ili diplomci. Osim toga tu su i devet dobitnika Wolfove nagrada, sedam Fieldsove medalje, 18 Turingove nagrade, 11 Pulitzerove nagrade. Do danas su znanstvenici s ovog sveučilišta otkrili šest kemijskih elemenata (kalifornij, siborgij, berkelij, ajnštajnij, fermij i lorensij). S istraživačima s tamošnjeg laboratorija, istraživači s Berkeleyja otkrili su ukupno 16 kemijskih elemenata, što je više nego bilo koje drugo sveučilište u svijetu.
Sveučilište u Berkeleyju jedan je od osnivača Asocijacije američkih sveučilišta s još uvijek visokim stupnjem istraživačke djelatnosti koja iznosi 730.700.000 $ uloženih u istraživanje i razvoj u fiskalnoj godini koja završava 30. lipnjem 2014. godine.

## Povijest
Koledž Kalifornije je 1866. otkupio zemljište današnjeg kampusa sveučilišta. Međutim, zbog nedovoljno sredstava za rad, Koledž se spojio s Poljoprivrednim, Strojarskim i Fakultetom za rudarstvo čime je formirano Kalifornijsko Sveučiliše, prvo javno sveučilište s potpunim nastavnim planom i programom u državi. Sveučilište je otvoreno 1869. u Oaklandu. Andrew Gabrielson, upravnik Koledža Kalifornije, predložio je da se koledž imenuje u čast anglo-irskog filozofa Georgea Berkeleyja. Godine 1870., Henry Durant, osnivač Koledža Kalifornije, postaje prvi predsjednik sveučilišta. Završetkom sjeverne i južne zgrade kampusa 1873. godine, sveučilište se seli na svoju današnju lokaciju u Berkeleyju, a prvu generaciju čine 167 studenta i 222 studentice.

## Arhitektura
Ono što je sada povijesni kampus rezultat je međunarodnog arhitektonskog natječaja održanog u dvije faze: 1898. u Antwerpenu u Belgiji pod pokroviteljstvom majke milijardera Williama Randolpha Hearsta i 1899. u San Franciscu s 11 finalista. Pobijedio je Francuz Émile Bénard, koji je pritom odbio osobno nadzirati gradnju i povjerio je profesoru arhitekture Johnu Galenu Howardu. Projektirao je više od 12 zgrada koje su stvorile lice kampusa prije njegova širenja u 1950-im i 1960-im godinama.
Glavne zgrade izgrađene su u neoklasičnom stilu: Hearst Greek Theatre, Hearst Memorial Mine Building, Doe Memorial Library, California Hall, Wheeler Hall, (stara) Le Conte Hall, Gilman Hall, Haviland Hall, Wellman Hall, Suther Gate i 94 metra visok Suther Tower. U kampusu se nalaze i radovi drugih arhitekata, poput Bernarda Maybecka, njegove studentice Julije Morgan, Charlesa Willarda Moorea i Josepha Eshericka.

## Javni život
Berkeley je poznat po povijesti studentskog aktivizma. Pokret za slobodu govora iz 1964., prosvjed koji je započeo kada je sveučilište pokušalo ukloniti političke pamflete iz kampusa, i ustanak u People's park iz 1968. godine dio su vala međunarodnih studentskih prosvjeda 1960-ih, zajedno s pratećom "hipijevskom" kulturom.

## Vanjske poveznice
- Službena web stranica
- Službena web stranica sveučilišta atletskog kluba